# Hydroporus brevicornis
Hydroporus brevicornis is een keversoort uit de familie waterroofkevers (Dytiscidae). De wetenschappelijke naam van de soort is voor het eerst geldig gepubliceerd in 1917 door Henry Clinton Fall. De soort werd aangetroffen in de Amerikaanse staten New Hampshire en Massachusetts.